# Provincia de Ysyk-Kol
La provincia de Ysyk-Kol o Issyk-Kul (en kirguís: Ысык-Көл областы) es una provincia (óblast) de Kirguistán. Su capital es Karakol. Tiene una superficie de 43.114 km².

## Distritos
La provincia de Ysyk-Kol se subdivide en cinco distritos (raiones) y dos ciudades:
| Distritos           | Capital     | Población |
| ------------------- | ----------- | --------- |
| 1. Ak-Suu           | Karakol     | 62.500    |
| 2. Jeti-Oguz        | Kyzyl-Suu   | 79.300    |
| 3. Tong             | Bokonbaev   | 48.900    |
| 4. Tup              | Tup         | 56.400    |
| 5. Ysyk-Kol         | Cholpon-Ata | 75.000    |
| .- Karakol (ciudad) |             | 63.700    |
| .- Balikci (ciudad) |             | 39.300    |